# Edgar Peña Parra
Edgar Peña Parra (Maracaibo, 6 de março de 1960) é um prelado e diplomata da Igreja Católica venezuelano, atual substituto da Secretaria de Estado. 
Ele ingressou no corpo diplomático da Santa Sé em 1993, servindo como Núncio Apostólico no Paquistão de 2011 a 2014 e em Moçambique de 2014 a 2018. Ele é o primeiro venezuelano a servir como Núncio Apostólico.
Ele é fluente em espanhol, italiano, inglês, francês, português e servo-croata.

## Primeiros anos
Edgar Parra recebeu seu treinamento religioso no seminário de Maracaibo e foi ordenado sacerdote católico em Maracaibo, Venezuela, em 23 de agosto de 1985, pelo arcebispo Domingo Roa Pérez. A partir de 1986, frequentou a Pontifícia Academia Eclesiástica, onde se formou em direito canônico com a tese: "Os Direitos Humanos no Sistema Interamericano à Luz do Magistério Pontifício", que, segundo Crux, "se tornou um referência para o estudo dos direitos humanos ".

## Diplomata
Entrou para o serviço diplomático da Santa Sé em 1º de abril de 1993. Ele cumpriu designações no Quênia, Iugoslávia, África do Sul, Honduras e México, bem como no escritório do representante da Santa Sé nas Nações Unidas em Genebra.
Em 8 de janeiro de 2011, o Papa Bento XVI nomeou-o arcebispo titular de Telepte e nomeou-o Núncio Apostólico.
Em 2 de fevereiro de 2011, o Papa Bento XVI nomeou-o Núncio Apostólico no Paquistão.
Ele recebeu sua consagração episcopal em 5 de fevereiro de 2011 do Papa Bento XVI , com os cardeais Angelo Sodano e Tarcisio Bertone como co-consagradores.
Em 21 de fevereiro de 2015, o Papa Francisco nomeou-o Núncio Apostólico em Moçambique.

## Substituto para Assuntos Gerais
Ele foi nomeado Substituto para Assuntos Gerais da Secretaria de Estado em 15 de agosto de 2018.

## Escritos
- Peña Parra, Edgar Robinson (1993). Os Direitos Humanos no Sistema Interamericano à Luz do Magistério Pontifício.

## Ordenações[9]

### Ordenações episcopais
O Foi o principal sagrante dos seguintes bispos:
- Josep-Lluís Serrano Pentinat (2024)

E foi consagrante de:
- Joseph Arshad (2013)
- Dieudonné Datonou (2021)
- Fortunato Frezza (2022)
- Luigi Roberto Cona (2022)
- Emilio Nappa (2023)
- Rolandas Makrickas (2023)
- Giorgio Ferretti (2023)